# Yucca elata
Espèce
Classification APG IV (2016)
Yucca elata est une espèce de plante vivace de la famille des Agavaceae ou des Asparagaceae en classification  phylogénétique, du genre Yucca originaire du sud-ouest de l'Amérique du Nord. 

## Habitat
La plante est présente au sud-ouest des États-Unis et au nord du Mexique. Elle est présente plus précisément au Texas, au Nouveau-Mexique, en Arizona et dans les États mexicains de Chihuahua, Coahuila, Sonora et Nuevo León. Elle se trouve ainsi dans la région du désert de Sonora et par exemple dans le parc national de Saguaro. La plante est adaptée aux conditions semi-désertiques. Elle apprécie la lumière et supporte également de faibles gelées. On la trouve à des altitudes comprises entre 850 et 2 000 mètres.

## Description

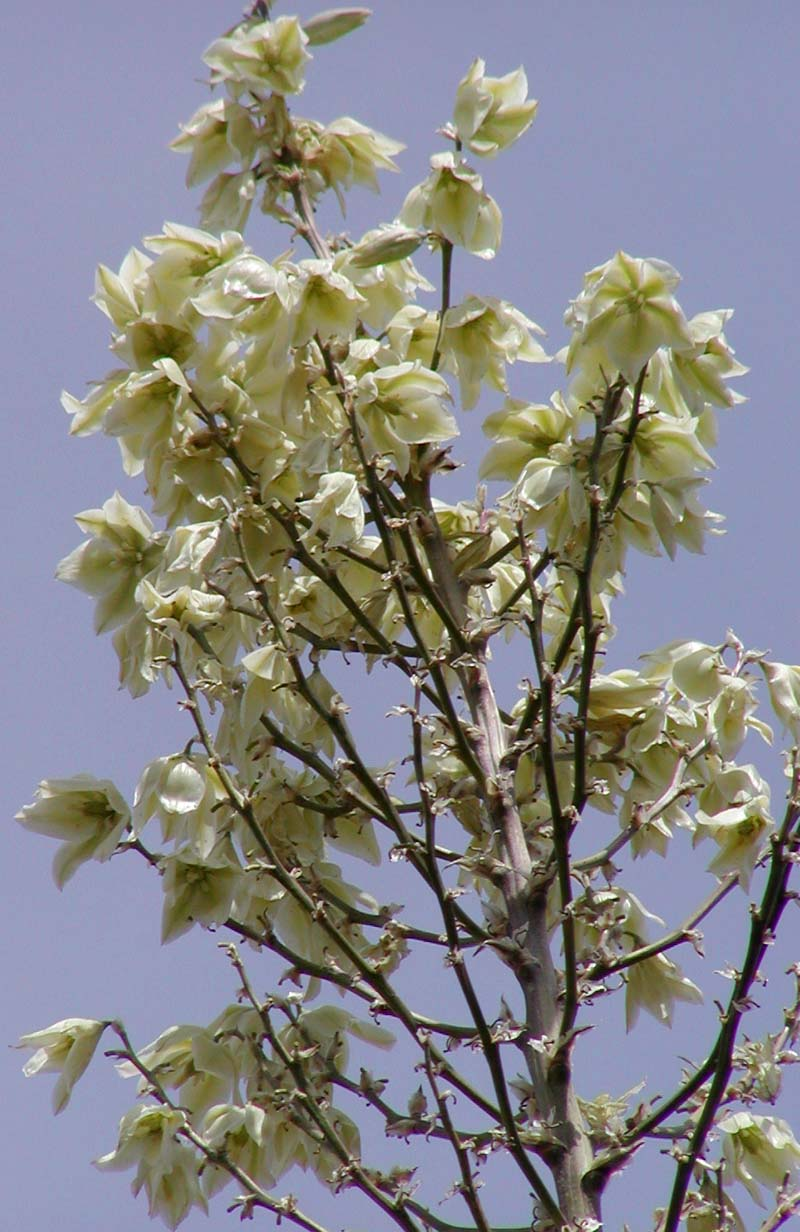
Fleurs.

La plante atteint une taille comprise entre 1 et 4,5 mètres. La tige est brune et de forme cylindrique. Les feuilles pointues sont positionnées en spirale autour du tronc. Une feuille mesure 25 à 95 centimètres pour une largeur de 0,2 à 1,3 centimètre
Les fleurs sont blanches (parfois avec des zones roses ou vertes) et sont densément regroupées sur une fine tige spécifique partant du sommet de la tige principale. Chaque fleur mesure de 32 à 57 centimètres. Les fruits sont des capsules de 4-8 centimètres de long pour 2-4 centimètres de large. Ils brunissent durant l'été avant d'éclater pour disséminer les graines noires. La plante ne fleurit pas toutes les années.

## Sous-espèces
- Yucca elata ssp. elata. Capsules de 5-8 cm; feuilles de 30-95 cm.
- Yucca elata ssp. verdiensis. Capsules de 4-4.5 cm; feuilles de 25-45 cm. Seulement en Arizona.
- Yucca elata ssp. utahensis.

## Utilisation
La plante est utilisée dans de nombreux endroits pour la garniture de jardins. Les Amérindiens utilisaient les fibres des feuilles pour réaliser des sandales, des ceintures ou des cordes. La tige est riche en saponine qui était exploitée dans le passé pour produire du savon ou du shampoing. Son nom anglophone Soaptree signifie d'ailleurs « Arbre à savon ». Lors de sécheresse, les feuilles étaient données au bétail lorsque la nourriture habituelle se faisait rare.